# پرو آ
قهرمانی والیبال مردان فرانسه که با نام های پرو آ و لیگ آ شناخته شده است بالاترین سطح مسابقات والیبال مردان در فرانسه است. برنده این مسابقات قهرمان فرانسه است. باشگاه های ریسینگ و کن هرکدام با ۹ قهرمانی پر افتخارترین تیم پرو آ فرانسه هستند.